# Mersin (circonscription électorale)
La circonscription électorale de Mersin correspond à la province du même nom et envoie 13 députés à la Grande assemblée nationale de Turquie (11 entre 2011 et 2018).

## Composition
La circonscription de Mersin est divisée en 13 districts (ilçe). Chaque district est composé d'un chef-lieu et de municipalités (communes et villages).

## Résultats électoraux

### Élections législatives de 2018
| Partis                   | Partis                                        | Voix      | %     | Sièges | +/-           | Élus                                                            |
| ------------------------ | --------------------------------------------- | --------- | ----- | ------ | ------------- | --------------------------------------------------------------- |
|                          | Parti de la justice et du développement (AKP) | 325 518   | 28,64 | 4      |               | Lüfti Elvan, Ali Cumhur Taşkın, Zeynep Gül Yılmaz et Hacı Özkan |
|                          | Parti républicain du peuple (CHP)             | 304 232   | 26,74 | 3      | 1             | Cengiz Gökçel, Alpay Antmen et Ali Mahir Başarır                |
|                          | Parti démocratique des peuples (HDP)          | 192 573   | 16,94 | 2      | 1             | Fatma Kurtulan et Rıdvan Turan                                  |
|                          | Le Bon Parti (İYİ)                            | 154 145   | 13,56 | 2      | Nv.           | Behiç Çelik et Zeki Hakan Sıdalı                                |
|                          | Parti d'action nationaliste (MHP)             | 145 029   | 12,76 | 2      | en stagnation | Olcay Kılavuz et Baki Şimşek                                    |
|                          | Parti de la félicité (SP)                     | 7 814     | 0,69  | 0      | en stagnation |                                                                 |
|                          | Parti de la cause libre (HÜDA PAR)            | 4 529     | 0,40  | 0      | en stagnation |                                                                 |
|                          | Parti patriote (VATAN)                        | 2 482     | 0,22  | 0      | en stagnation |                                                                 |
|                          | Indépendants (Ind.)                           | 374       | 0,03  | 0      | en stagnation |                                                                 |
|                          |                                               |           |       |        |               |                                                                 |
| Total                    | Total                                         | 1 136 696 | 100   | 13     | 2             | -                                                               |
| Inscrits / participation | Inscrits / participation                      | 1 272 836 | 88,26 |        |               |                                                                 |

### Élections législatives de 2023
| Partis                   | Partis                                        | Voix      | %     | Sièges | +/-           | Élus                                                                               |
| ------------------------ | --------------------------------------------- | --------- | ----- | ------ | ------------- | ---------------------------------------------------------------------------------- |
|                          | Parti républicain du peuple (CHP)             | 385 539   | 30,89 | 5      | 2             | Ali Mahir Başarır, Gülcan Kış, Mehmet Emin Ekmen, Talat Dinçer et Hasan Ufuk Çakır |
|                          | Parti de la justice et du développement (AKP) | 311 499   | 24,96 | 4      | en stagnation | Nureddin Nebati, Ali Kıratlı, Havva Sibel Söylemez et Faruk Dinç                   |
|                          | Parti de la gauche verte (YSP)                | 165 078   | 13,23 | 2      | en stagnation | Ali Bozan et Perihan Koca                                                          |
|                          | Parti d'action nationaliste (MHP)             | 149 692   | 12,00 | 1      | 1             | Levent Uysal                                                                       |
|                          | Le Bon Parti (İYİ)                            | 147 713   | 11,84 | 1      | 1             | Buhranettin Kocamaz                                                                |
|                          | Parti des travailleurs de Turquie (TIP)       | 25 238    | 2,02  | 0      | en stagnation |                                                                                    |
|                          | Parti de la victoire (ZP)                     | 22 540    | 1,81  | 0      | Nv.           |                                                                                    |
|                          | Nouveau parti de la prospérité (YRP)          | 11 361    | 0,91  | 0      | Nv.           |                                                                                    |
|                          | Parti de la patrie (M)                        | 8 909     | 0,71  | 0      | Nv.           |                                                                                    |
|                          | Parti de la grande unité (BBP)                | 5 667     | 0,45  | 0      | en stagnation |                                                                                    |
|                          | Parti de la justice (AP)                      | 2 667     | 0,21  | 0      | Nv.           |                                                                                    |
|                          | Parti jeune (GP)                              | 2 665     | 0,21  | 0      | en stagnation |                                                                                    |
|                          | Parti de gauche (SOL)                         | 2 025     | 0,16  | 0      | en stagnation |                                                                                    |
|                          | Parti de la justice et de l'unité (AB)        | 1 275     | 0,10  | 0      | Nv.           |                                                                                    |
|                          | Parti communiste de Turquie (TKP)             | 1 266     | 0,10  | 0      | en stagnation |                                                                                    |
|                          | Parti de la nation (MP)                       | 986       | 0,08  | 0      | en stagnation |                                                                                    |
|                          | Parti patriote (VATAN)                        | 892       | 0,07  | 0      | en stagnation |                                                                                    |
|                          | Parti de l'union du pouvoir (GBP)             | 852       | 0,07  | 0      | Nv.           |                                                                                    |
|                          | Parti des droits et libertés (HAK)            | 829       | 0,07  | 0      | en stagnation |                                                                                    |
|                          | Parti de libération du peuple (HKP)           | 559       | 0,04  | 0      | en stagnation |                                                                                    |
|                          | Mouvement communiste (TKH)                    | 327       | 0,03  | 0      | Nv.           |                                                                                    |
|                          | Parti de l'innovation (YP)                    | 203       | 0,02  | 0      | Nv.           |                                                                                    |
|                          | Parti de la mère patrie (ANAP)                | 35        | 0,00  | 0      | en stagnation |                                                                                    |
|                          | Parti de la route nationale (MYP)             | 6         | 0,00  | 0      | Nv.           |                                                                                    |
|                          | Indépendants (Ind.)                           | 83        | 0,01  | 0      | en stagnation |                                                                                    |
|                          |                                               |           |       |        |               |                                                                                    |
| Total                    | Total                                         | 1 247 906 | 100   | 13     | en stagnation | -                                                                                  |
| Inscrits / participation | Inscrits / participation                      | 1 380 533 | 89,42 |        |               |                                                                                    |